# David Levi (politico)
David Levi (Chieri, 1750 – Torino, 1831) è stato un banchiere, imprenditore e politico italiano, è stato il primo sindaco ebreo d'Italia insieme a Marco Finzi e il primo in assoluto del Regno Sabaudo.

## Biografia
David Levi nacque a Chieri da una delle famiglie più in vista e facoltose della città. La famiglia era arrivata in Piemonte nel XVII secolo dai Paesi Bassi, dove svolgevano l'esercizio di banchi di prestito. Arrivati in Italia i Levi iniziarono l'attività nel campo serico. Nei primi anni dell'800 riconvertirono in parte la propria attività occupandosi della filatura del cotone, senza però abbandonare l'iniziale attività nel ramo serico e nel più ampio campo del commercio dei tessuti. Accanto all'attività tessile svolsero sempre la loro mansione originale di banchieri.
Negli ultimi anni del XVIII secolo emerse l'azienda "Fratelli Levi" (costituita da David, Isacco e Abramo Fitz) che, grazie all'esportazione di seta in Inghilterra, erano stati in grado di acquisire a buon mercato partite di cotone, facendole in seguito lavorare in piccoli laboratori di rifinitura e stampa per poi servirsi della manodopera rurale per la filatura e la tessitura. Nel 1794 i fratelli Levi avevano fatto ricorso al re Vittorio Amedeo III di Savoia chiedendo l'autorizzazione di importare cotoni in Chieri, evitando i vincoli imposti dall'Università, della quale non potevano far parte in quanto di religione ebraica.
Dopo tre anni nel 1797 i Levi, a seguito dell'autorizzazione a istituire una manifattura di cotone, riuscirono ad accaparrarsi gli approvvigionamenti del cotone provenienti dai porti della Liguria, evitando così i vecchi divieti corporativi.
Alla fine del Settecento l'Università aveva ormai perso ogni influenza politica a seguito della libera concorrenza introdotta durante la Rivoluzione Francese. Questo fu possibile grazie all'azione di alcuni imprenditori piemontesi, tra i quali David Levi, proprietario dell’opificio situato nell’antico convento di Santa Chiara, e iniziatore dell’industria tessile moderna. Egli aveva acquistato il convento l'11 aprile 1809 a seguito della revoca napoleonica dei beni ecclesiastici. Lo riconvertì in un filatoio stando ben attento però a non rovinare i magnifici affreschi e qualunque struttura relativa al culto cristiano.
Il suo opificio nel 1814 contava centinaia di dipendenti e circa 36 macchine funzionanti, collocandosi al primo posto nel Regno Sabaudo, come riportato dal conte Giuseppe Ghiliossi.Nel 1822 la produzione era raddoppiata e le macchine in funzione ammontavano a ben 66. 
Il 25 aprile 1815 con regio decreto il re Vittorio Emanuele I si affrettò nel riconfermare la concessione di proprietà all'intera famiglia Levi di Chieri:
(Re Vittorio Emanuele I di Savoia)
Proprio per l'importanza economica e sociale dell'attività tessile di Levi, egli ricevette nuovamente il sostegno da parte della monarchia, che prorogò la concessione di possedere i filatoi il 18 marzo 1823 su indicazione del colonnello conte Ceppi di Bairols. Nel 1824 David Levi procedette con l'acquisto del filatoio di seta di Racconigi dal conte Viausson Ponte. Tra il 1824 e il 1827 fece ingenti investimenti per ristrutturare lo stabile e le macchine per la filatura. Sempre nel 1824 chiese dunque di ottenere la concessione da parte di S.M. il Re. Il 24 gennaio 1824 trovò però l'opposizione del nuovo Avvocato Generale conte Ferrari di Castelnuovo, il quale sostenne che non fosse possibile in quanto a Racconigi non esisteva un ghetto, in aggiunta "I Levi posseggono già grandiosi filatoi in Aqui, Casale e Busca". Il 18 aprile 1827, a causa della mancanza di valide argomentazioni il conte Ferrari di Castelnuovo fu costretto a cedere la concessione, in seguito controfirmata il 22 giugno 1827 dal re Carlo Felice di Savoia.
Nel 1828 la ditta Levi prima di procedere con l'acquisto di un altro filatoio a S. Maurizio dal valore di L. 30'000 chiese il permesso al Re, che però questa volta non lo concesse.
La famiglia Levi, soprattutto per le sue origini ebraiche, sarà boicottata e quindi obbligata a chiudere l’opificio. Il nipote David Levi, patriota nel Risorgimento, in un libro di ricordi, raccontò con passione la trasformazione effettuata dal nonno, suo omonimo, del convento di Santa Chiara in manifattura tessile, e le vicissitudini della sua famiglia.

I Levi come affermato dallo storico vercellese Valerio Castronovo:
(Valerio Castronovo)
David Levi, il fondatore dell'impresa, abbracciò profondamente i principi rivoluzionari francesi, come fece d'altra parte anche il nipote David Levi. Nel 1802 con i provvedimenti firmati da Napoleone Bonaparte venne nominato sindaco di Chieri, carica che mantenne per l'intero periodo napoleonico fino al 1814. Con questa carica fu il primo sindaco ebreo di Chieri e uno dei primi in assoluto d'Italia insieme a Marco Finzi, sindaco di Bozzolo.
Alla morte, avvenuta nel 1831 a Torino in contrada San Filippo, l'azienda venne ceduta ai suoi figli che la consolidarono. A metà ottocento la società dava lavoro a più di mille dipendenti tra i tre stabilimenti di Chieri, Racconigi e Ciriè. In seguito a vari passaggi da generazione a generazione la ditta "David Levi & figli" venne rinominata in: "Ditta David Emanuel Levi" nel 1865;  in "Donato Levi e figli" nel 1884. Da quest'ultima nascerà nel 1930 il "Gruppo Finanziario Tessile" (GFT), importante azienda tessile (guidata da Marco Rivetti) che negli ultimi anni del XX secolo collaborò con grandi stilisti tra cui Giorgio Armani, Valentino, Emanuel Ungaro. L'azienda verrà definitivamente chiusa nel 2003.

### Vita privata
Si sposò con Zeffora Fano, proveniente da una famiglia ebraica di Verona, dalla quale ebbe Isacco, Ezechia (nonno di Cesare Lombroso), Samuele Donato e Salomone. Quest'ultimo si sposò con Milca Pugliese dalla quale ebbe David Levi. Tra i suoi discendenti ritroviamo rinomate personalità tra cui: Ettore Levi Della Vida, Giorgio Levi Della Vida, Guido Castelnuovo e Aldo Pontremoli.

## Opere
- David Levi, L'industria cotoniera in Piemonte nel secolo XIX, Industria libraria tipografica editrice, 1965.